# 2014년 구정컵
2014년 구정컵은 홍콩에서 해마다 열리는 구정컵의 32번째 대회이다. 결승전에서 시티즌 AA- 데포르티보 쿠엥카 연합팀이 SC 올랴넨스를 2-0으로 물리치고 우승을 차지했다.

## 우승
| 2014년 구정컵 우승                              |
| ----------------------------------------------- |
| 홍콩 · 에콰도르                                 |
| 시티즌 AA-데포르티보 쿠엥카 연합팀 첫 번째 우승 |